# Randogne

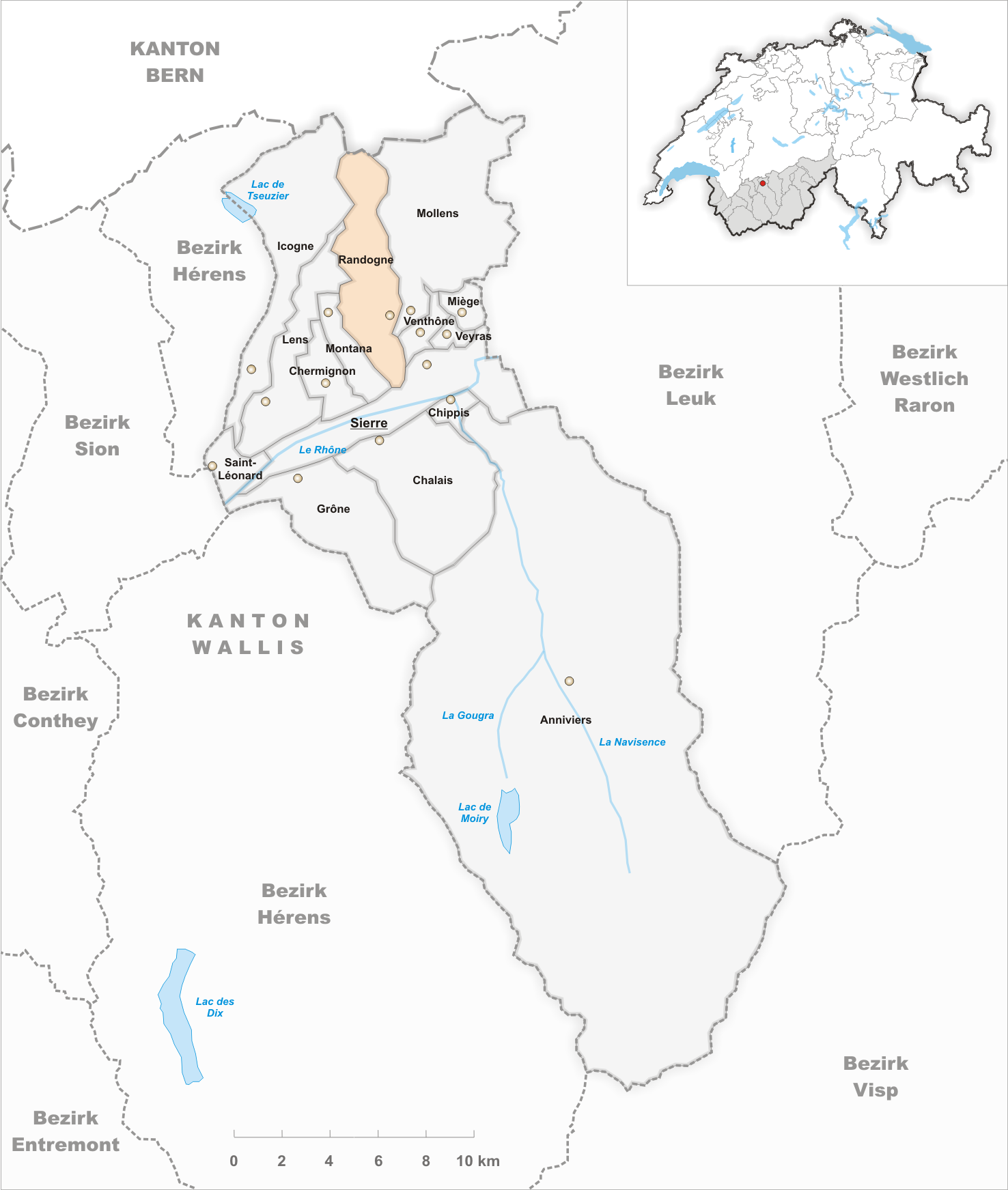
Gemeindestand vor der Fusion am 1. Januar 2017

Randogne ist eine Burgergemeinde mit einem Burgerrat und war bis am 31. Dezember 2016 eine politische Gemeinde des Bezirks Siders im französischsprachigen Teil des Kantons Wallis in der Schweiz. Am 1. Januar 2017 fusionierte Randogne mit den Gemeinden Chermignon, Mollens und Montana zur neuen Gemeinde Crans-Montana.

## Geografie

Luftbild (1955)

Randogne liegt im oberen Teil des französischen Unterwallis auf der Nordseite des Rhonetals nördlich von Siders und gehört zur Tourismusregion Crans-Montana. Die Gemeinde besteht aus den Dörfern Randogne, Bluche, Loc, Dardona und Montana-Station und Teilen von Montana-Vermala. Nachbargemeinden von Randogne sind im Norden Lenk (BE), im Osten Mollens, im Südosten Venthône, im Süden Siders, im Südwesten Montana, im Westen Lens und im Nordwesten Icogne.

## Bevölkerung
| Bevölkerungsentwicklung | Bevölkerungsentwicklung | Bevölkerungsentwicklung | Bevölkerungsentwicklung | Bevölkerungsentwicklung | Bevölkerungsentwicklung | Bevölkerungsentwicklung | Bevölkerungsentwicklung | Bevölkerungsentwicklung |
| ----------------------- | ----------------------- | ----------------------- | ----------------------- | ----------------------- | ----------------------- | ----------------------- | ----------------------- | ----------------------- |
| Jahr                    | 1850                    | 1900                    | 1950                    | 2000                    | 2010                    | 2012                    | 2014                    | 2016                    |
| Einwohner               | 253                     | 411                     | 1616                    | 2963                    | 4279                    | 4246                    | 4412                    | 4279                    |

## Sehenswürdigkeiten
- Liste der Kulturgüter in Crans-Montana

## Persönlichkeiten
- Elizabeth von Arnim (1866–1941), englische Schriftstellerin, 1910 bis ca. 1930